# Bodh Gaya
Bodh Gaya (बोधगया in lingua hindi, ISO 15919 Bodhgayā, ma a volte riportata come Budhgaya o Buddhgaya) è una città dell'India di 45.349 abitanti, situata nel distretto di Gaya, nello stato federato del Bihar. È uno dei quattro più importanti luoghi di pellegrinaggio buddhisti. In base al numero di abitanti la città rientra nella classe III (da 20.000 a 49.999 persone).

## Geografia fisica
La città è situata a 24° 41' 60 N e 84° 58' 60 E e ha un'altitudine di 108 m s.l.m..

## Storia

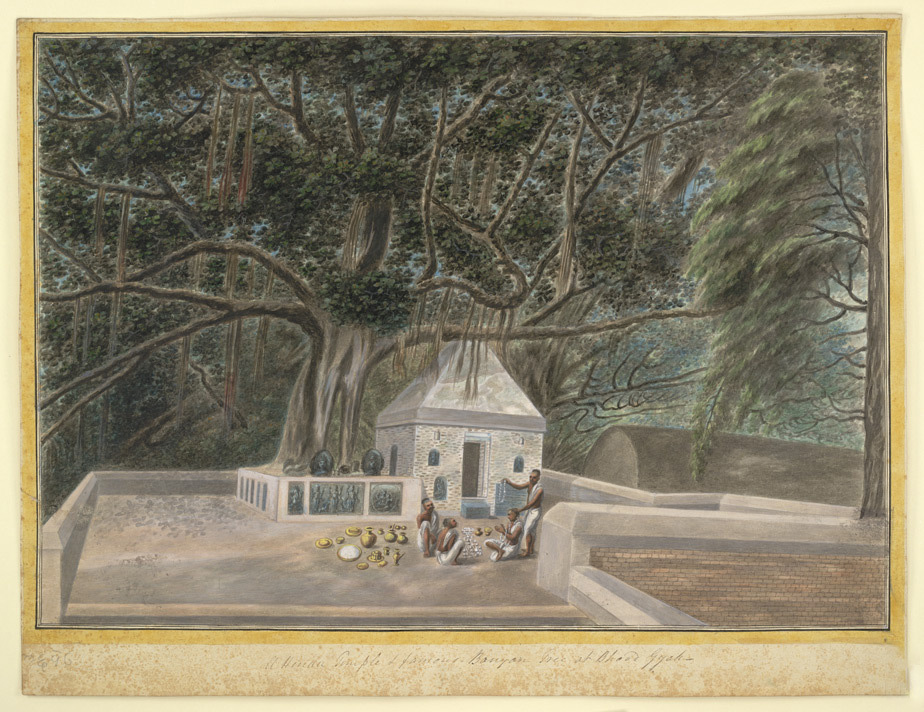
Dipinto anonimo del 1810 che mostra un piccolo tempio costruito sotto l'albero della Bodhi.

Fu il luogo dove Siddhārtha Gautama verso il 530 a.C. raggiunse l'illuminazione e divenne il Buddha storico sotto un ficus religiosa. Bodh Gaya divenne luogo di pellegrinaggio subito dopo la morte del Buddha e la prima attestazione di un santuario nella zona è un'iscrizione di epoca Gupta. La prima descrizione del tempio della Mahabodhi è del VII secolo da parte di Xuánzàng, monaco, pellegrino e celebre traduttore cinese.
Nel 1158 arrivarono gli invasori musulmani e la maggior parte dei monaci fuggì verso nord, in Nepal e in Tibet; i pochi rimasti costruirono un muro intorno alla grande statua del Buddha per evitare che i musulmani, considerandola un idolo, la distruggessero, ma il tempio fu ugualmente devastato per secoli fino al 1590.
Il governo musulmano nel XVI secolo assegnò il santuario ai brahmani che costruirono un tempio abbellendolo con statue prese dal santuario ormai in rovina.
Nel XIX secolo il re di Birmania ne finanziò la ristrutturazione che però fu iniziata dagli inglesi nel 1880 con lavori approssimativi, mentre i brahmani sostituirono la statua del Buddha con una hindu. Solo dopo l'indipendenza dell'India il luogo è stato riconosciuto santuario buddhista.

## Monumenti e luoghi d'interesse

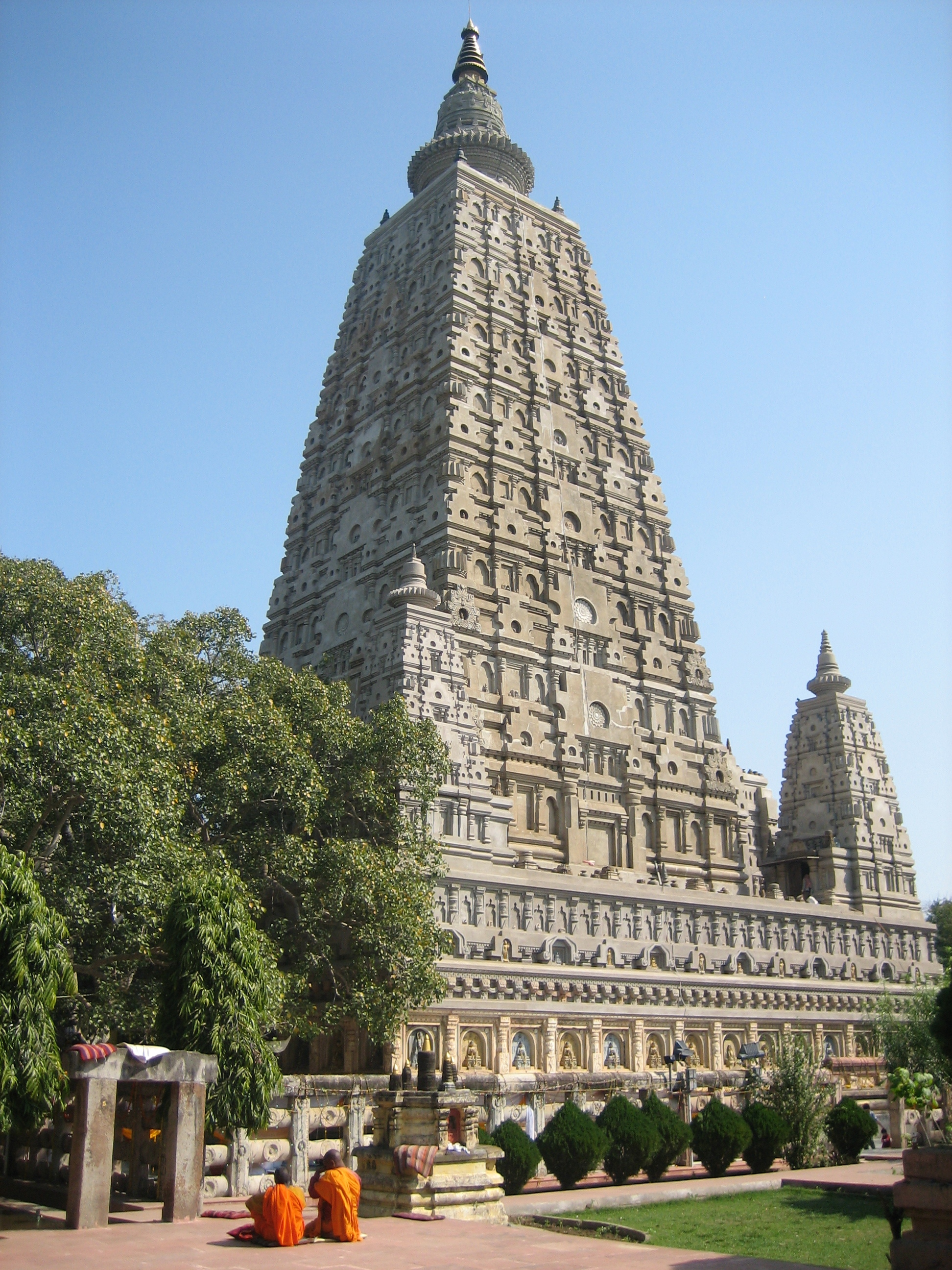
Il tempio della Mahabodhi.

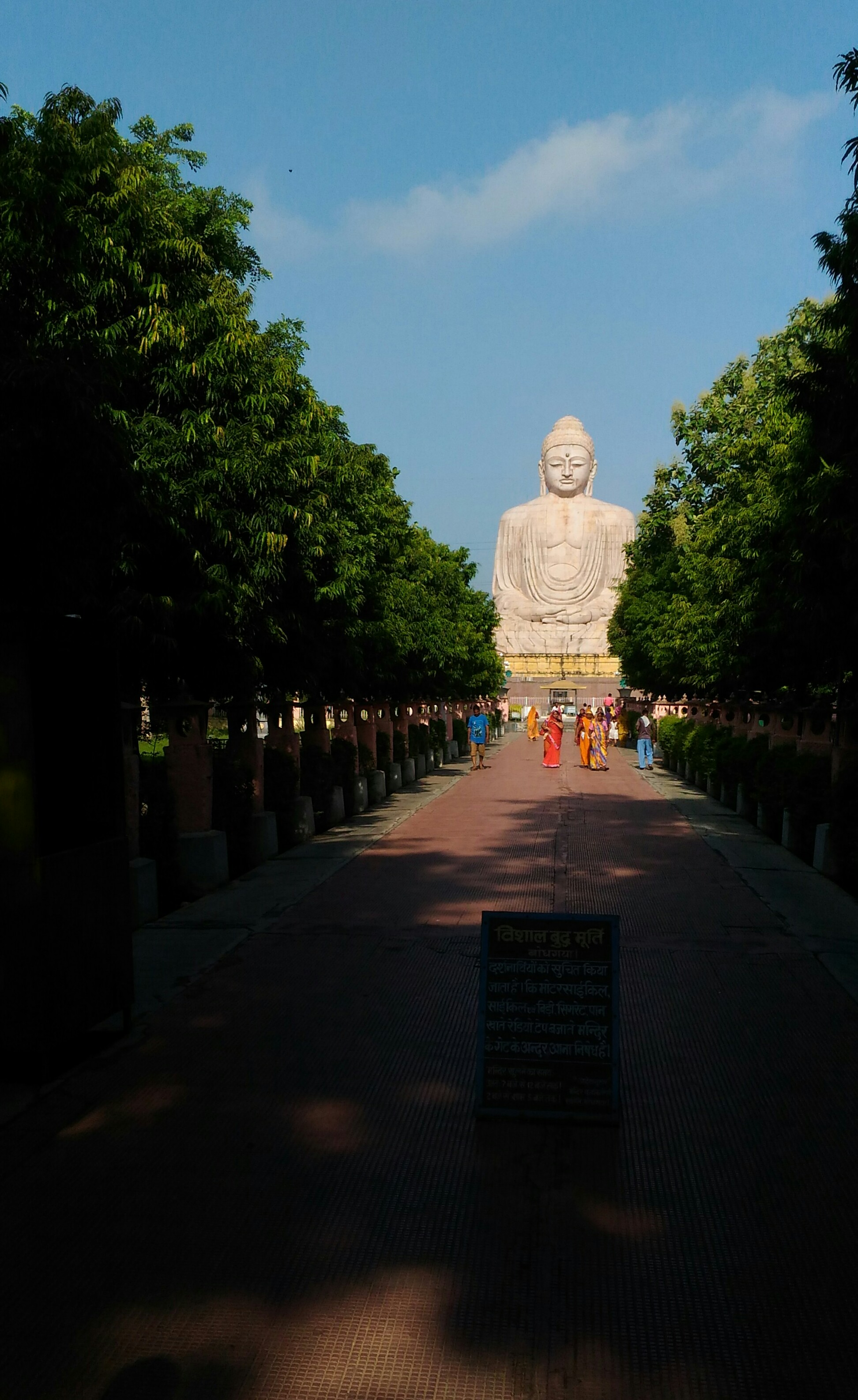
Statua di Buddha il Grande a Bodh Gaya

Questi sono i principali monumenti e luoghi di interesse a Bodh Gaya:
- Tempio di Mahabodhi (VII secolo nella forma attuale), meta ininterrotta di pellegrinaggi da tutto il mondo buddhista, è l'edificio centrale del complesso sacro di Bodhgaya e quello più imponente (55 metri di altezza).
- Vajrasana (epoca Maurya), piattaforma di arenaria un tempo decorata con pietre preziose, ricorda il punto in cui il Buddha raggiunse l'illuminazione. Il nome significa "trono di diamante".
- Albero della Bodhi, l'albero di pipal sotto il quale, secondo la tradizione, il Buddha raggiunse l'illuminazione.
- Stupa Animeshchalochana, in mattoni, alta 15 metri, ricorda il punto in cui il Buddha rimase fermo per una settimana a guardare in meditazione l'albero della Bodhi.
- Chankramana, piattaforma decorata da sculture di fiori di loto, ricorda il punto in cui il Buddha passeggiò avanti e indietro per una settimana in meditazione.
- Lago Mucilinda, si trova a sud del tempio della Mahabodhi e ricorda l'omonimo nāga che protesse il Buddha durante la meditazione.
- Museo archeologico, si trova a sud-ovest del tempio della Mahabodhi e contiene reperti ritrovati nell'area sacra, tra i quali statue di Buddha e di divinità induiste risalenti all'epoca pala.
- Templi buddhisti e monasteri delle principali tradizioni, sia Theravada che Mahayana e Vajrayana; tra questi il tempio tibetano dei Gelug, il monastero tibetano dei Karmapa, il tempio giapponese Daijokyo e quello thailandese. Vicino ad alcuni di questi templi vi è una statua del Buddha costruita negli anni ottanta e alta una ventina di metri.

## Società

### Evoluzione demografica
Al censimento del 2001 la popolazione di Bodh Gaya assommava a 30.883 persone, delle quali 16.751 maschi e 14.132 femmine. I bambini di età inferiore o uguale ai sei anni assommavano a 5.413, dei quali 2.769 maschi e 2.644 femmine. Infine, coloro che erano in grado di saper almeno leggere e scrivere erano 15.850, dei quali 10.530 maschi e 5.320 femmine.